# Dendroleon pupillaris
Dendroleon pupillaris is een insect uit de familie van de mierenleeuwen (Myrmeleontidae), die tot de orde netvleugeligen (Neuroptera) behoort. 
Dendroleon pupillaris is voor het eerst wetenschappelijk beschreven door Gerstäcker in 1894.